# Арцено д'Онељија (Империја)
Арцено д'Онељија је насеље у Италији у округу Империја, региону Лигурија.
Према процени из 2011. у насељу је живело 29 становника. Насеље се налази на надморској висини од 512 м.